# Šarena Džamija
Šarena Džamija (makedonsky Шарена Џамија; albánsky Xhamia e Pashës; turecky Alaca Cami), česky malovaná mešita, je mešita s jedním minaretem ve městě Tetovo v Severní Makedonii. Společně s dalšími stavbami z osmanského období stojí poblíž pravého břehu řeky Pena, na křižovatce ulic Bratří Miladinových a Ilinden.
Mešita byla postavena v roce 1438, v roce 1833 ji přestavěl paša Abdurrahmán. Vnější stěny mešity jsou pokryty obrazy podobnými hracím kartám s květinovými motivy. Vnitřní stěny mešity jsou zdobeny geometrickými a květinovými vzory.

## Historie

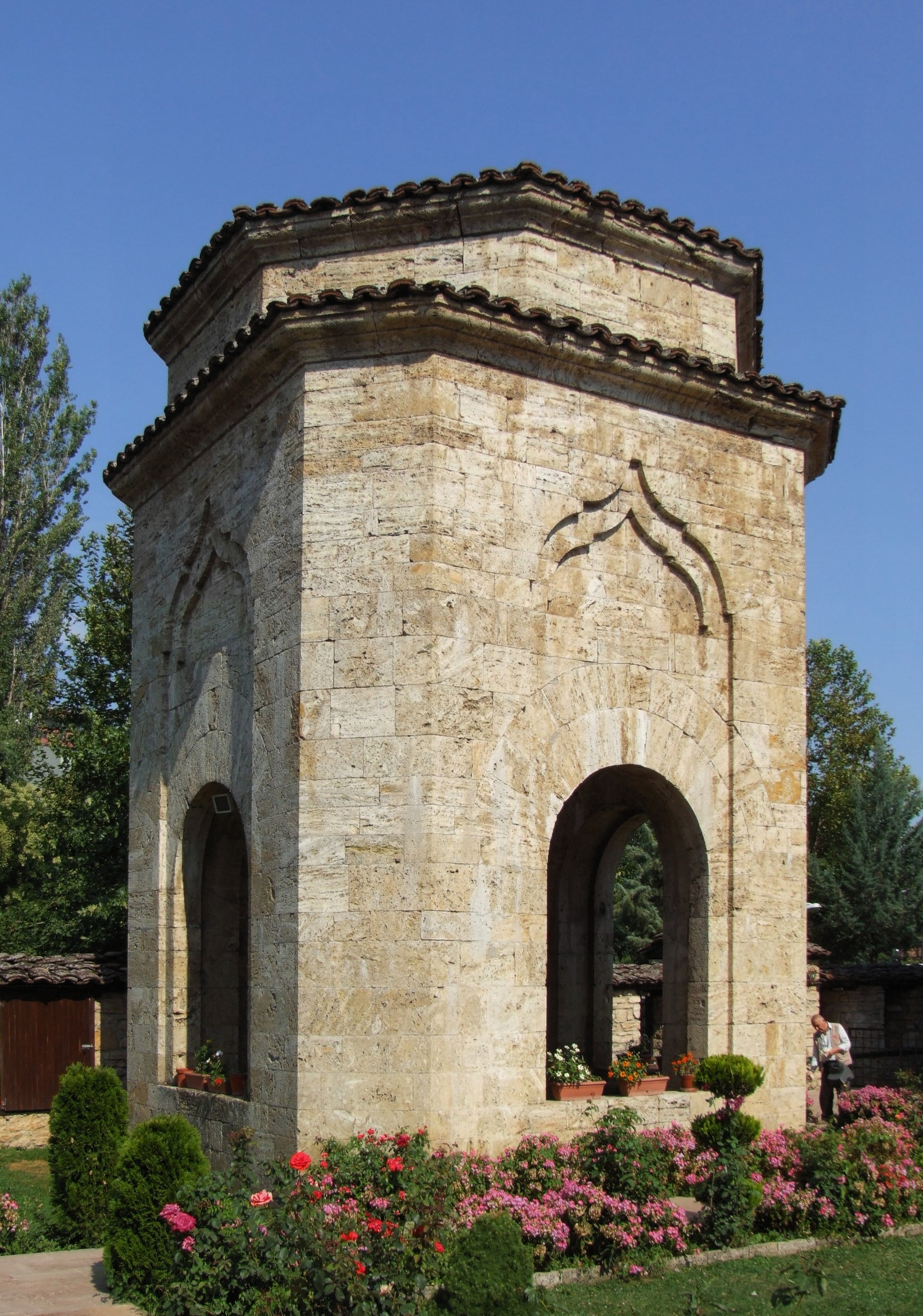
Türbe u mešity

Šarena Džamija byla původně postavena v roce 1438. Architektem byl Isak Bey.
Ačkoliv stavbu většiny mešit v té době financoval sultán, bejové nebo pašové, za stavbou této mešity stály dvě sestry z Tetova. Tak jako u jiných mešit i u této byl vybudován hammam, jenž stojí na ulici Ilinden, hned za řekou Pena.
Areál sloužil jako místo pro ubytování, stejně jako lázně na druhé straně řeky. V současnosti je kamenným plotem oplocený dvůr zaplněn květinami, stojí zde fontána k očistě (Wuḍūʾ) a türbe. Osmiboká hrobka „türbe“ je místem odpočinku sester Hurshidy a Mensure, které financovaly stavbu mešity v roce 1438.
Paša Abdurrahmán, milovník umění, který sídlil v Tetovu, rekonstruoval mešitu v roce 1833.
Současnou podobu získala mešita až v první polovině 19. století, kdy se město vzpamatovávalo z následků velkého požáru. Mešita má čtvercový půdorys s rozměry 10 x 10 metrů. Postavena je z pečlivě opracovaných kamenů, které pochází z její předchůdkyně. V roce 1991 nechala islámská komunita v Tetovu postavit kolem mešity zděný plot v klasickém osmanském stylu.
V roce 2010 byla dokončena renovace vnějších maleb a s pomocí grantu ve výši 94 700 €, který poskytlo Ministerstvo zahraničí Spojených států amerických, byla v roce 2011 restaurována a konzervována celá fasáda budovy.

## Architektura

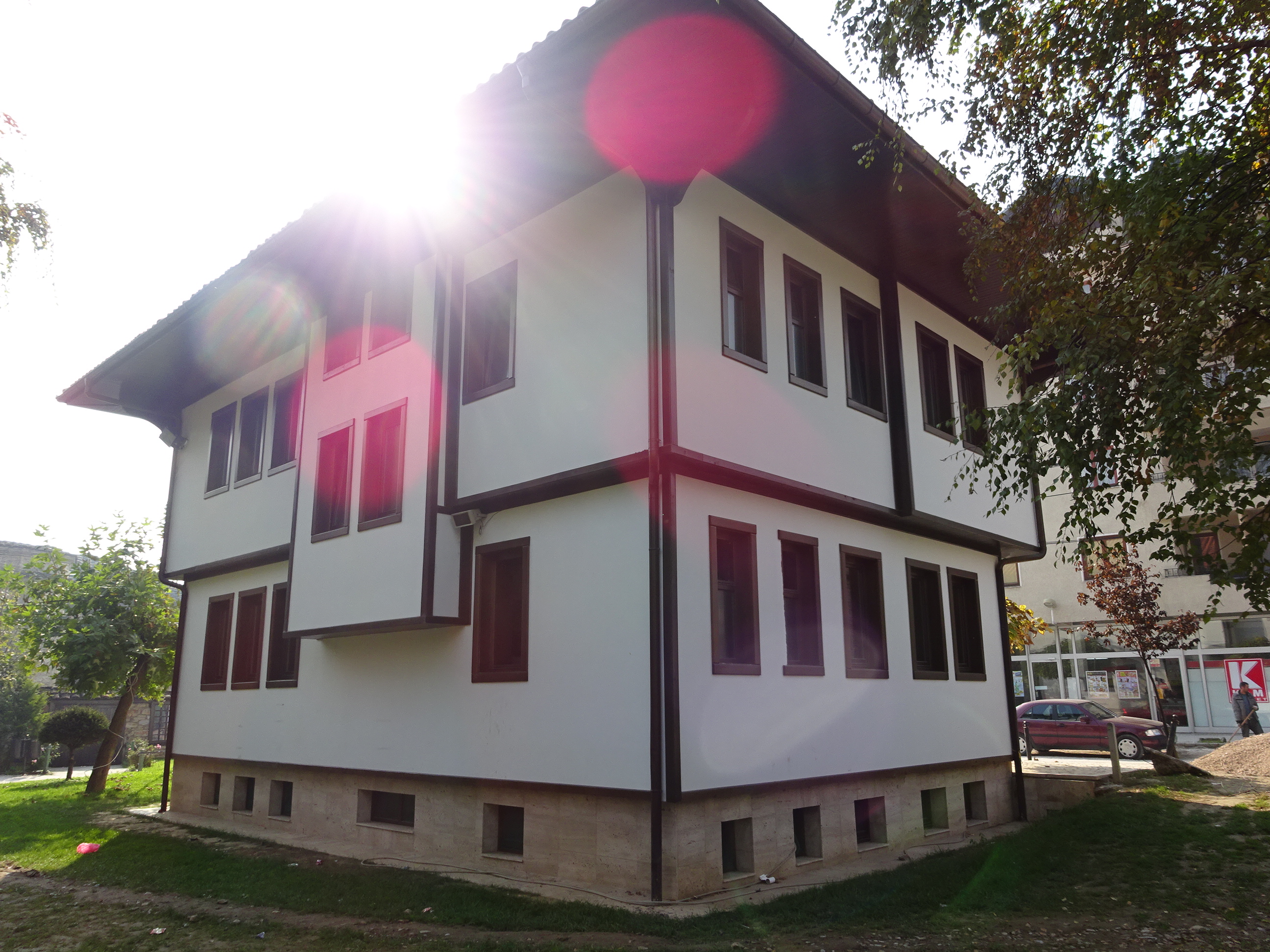
Medresa, stojící vně ohrazeného komplexu mešity

Tradiční osmanské mešity bývají zdobeny keramickým obkladem, Šarena Džamija je ale pokryta pestrými malovanými geometrickými a rostlinnými ornamenty, jak v exteriéru tak i v interiéru. K přípravě barev a glazury bylo použito více než 30 000 vajec.
Dalším rozdílem oproti ostatním mešitám je také to, že Šarena Džamija nemá výraznou vnější kopuli.
Paša Abdurrahmán se k výzdobě mešity rozhodl povolat malířské mistry z Debaru, kteří vytvořili ornamenty pomocí olejových barev. Pestré odstíny modré, červené, zelené a okrové barvy na obvodových stěnách vytváří geometricky tvarovanou iluzi mramorového obložení, včetně ozdobných reliéfů. Na severní straně mešity dominují motivy s rostlinnými dekoracemi. Kromě geometrické a květinové výzdoby je zde také zobrazena krajina. Zvláště atraktivní je zobrazení Mekky, vzácná a snad jediná ilustrace svatyně proroka Mohameda v jihovýchodní Evropě.
Vstup do mešity je řešen ze severozápadu přes otevřený portikus, široký pět metrů, podpíraný z čelní strany šesti kamennými sloupy. Stavba má valbovou střechu, krytou taškami ve starotureckém stylu. Na jihovýchodní straně je umístěn minaret. Mramorový modlitební výklenek (mihráb) a minbar jsou v osmanském barokním stylu.
Mezi areálem mešity a řekou Pena se rozkládá park.

## Galerie

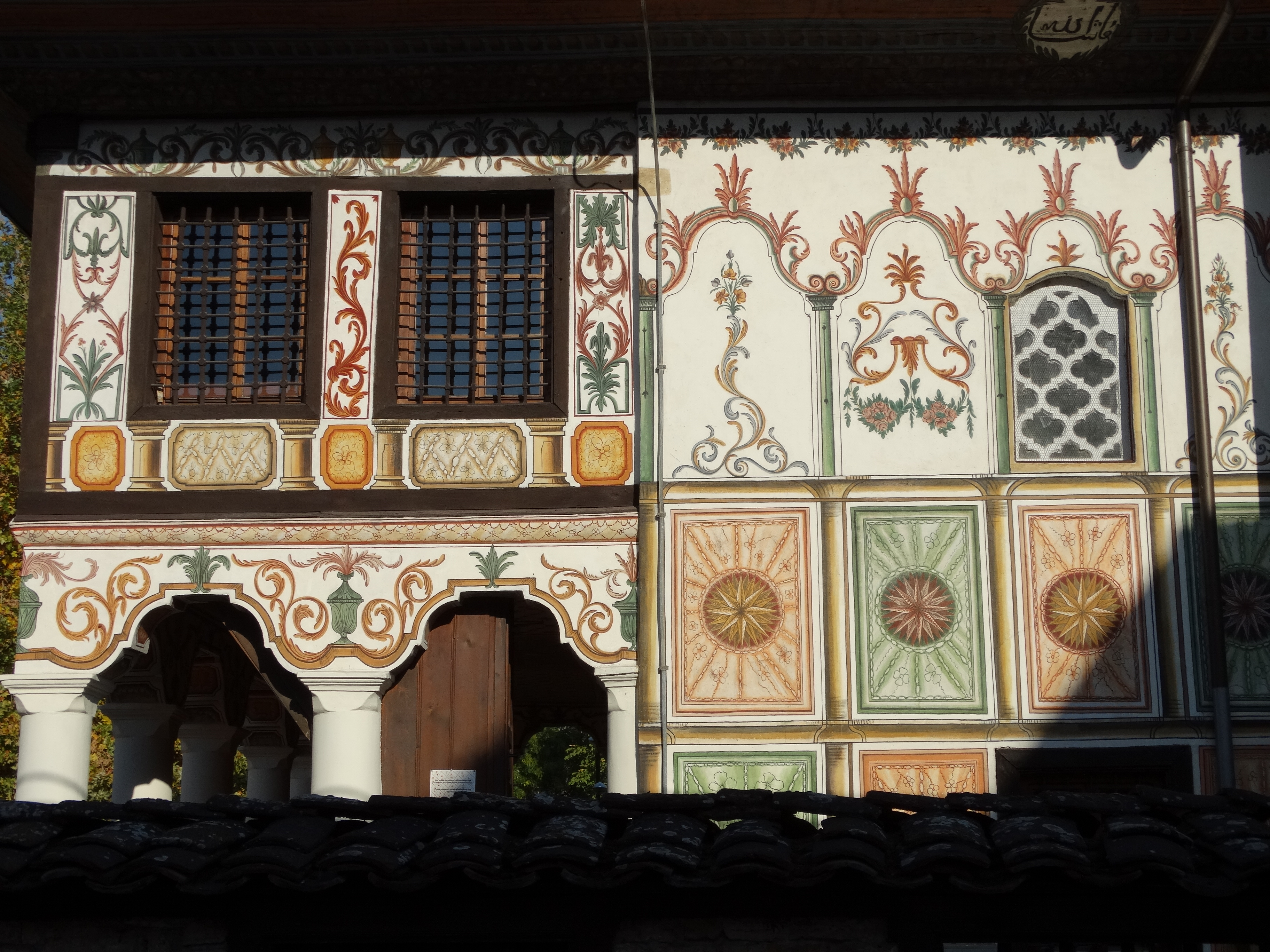
Detail malovaných stěn
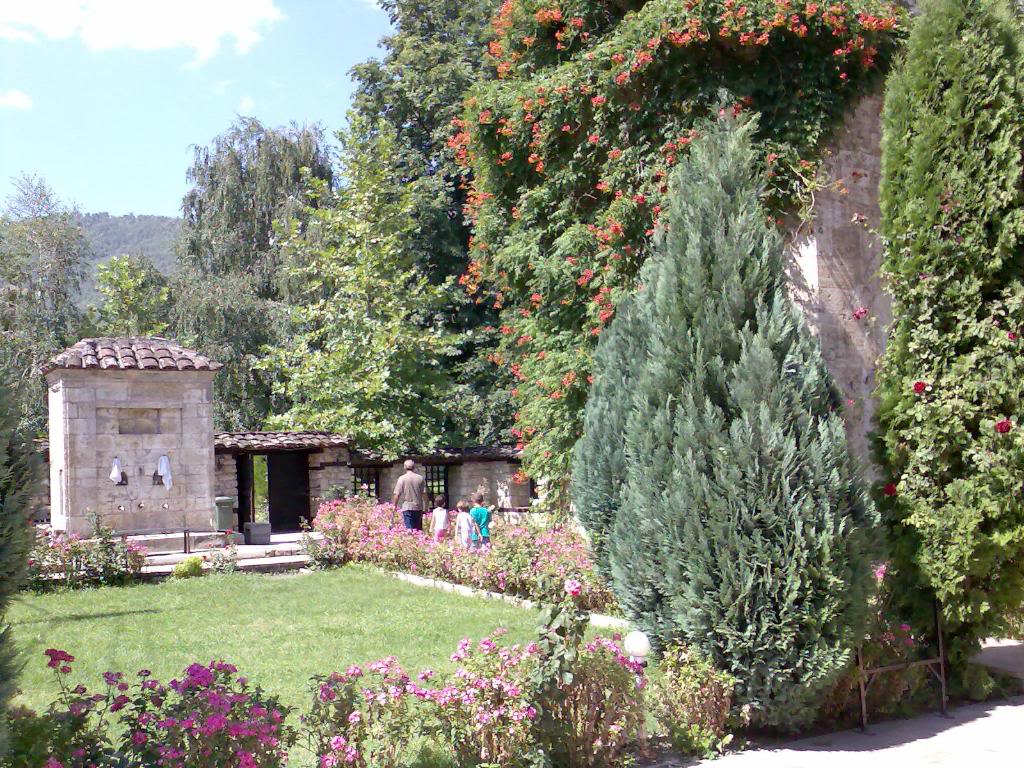
Dvůr
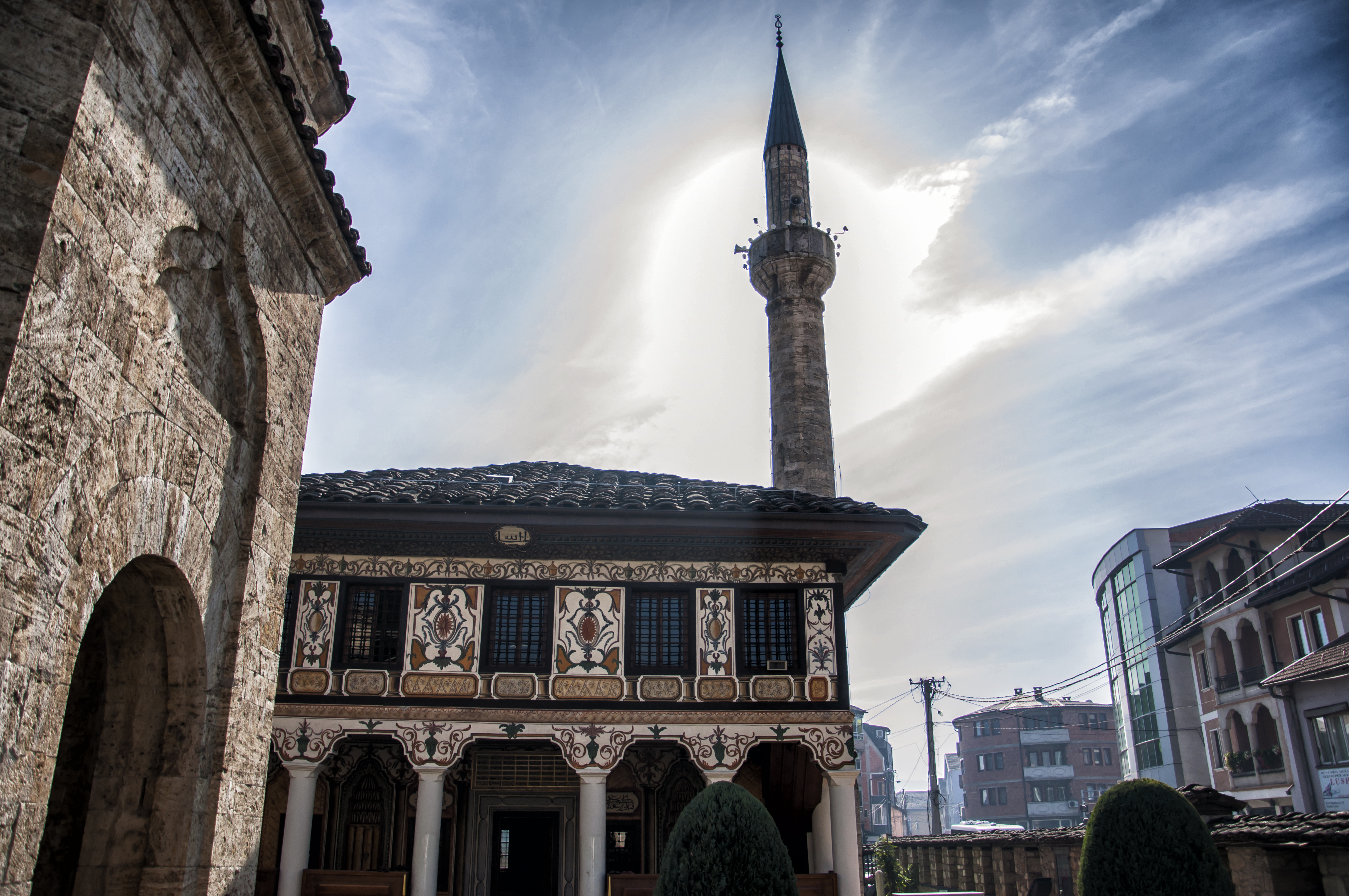
Šarena Džamija
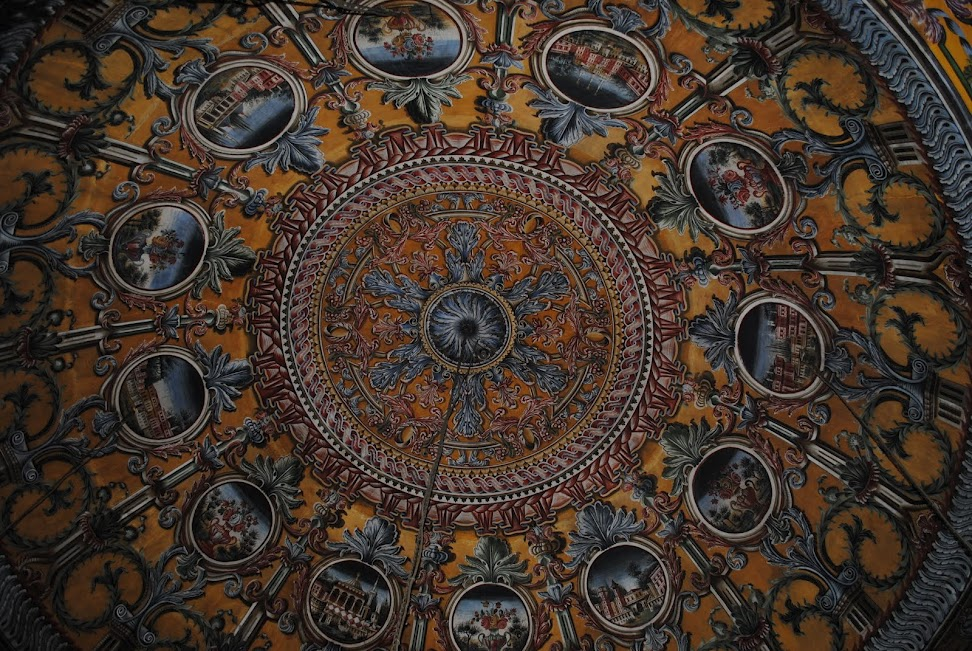
Interiér, kopule
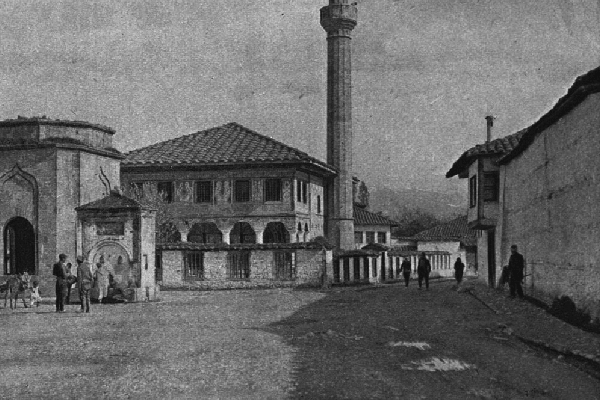
Šarena Džamija na staré fotografii
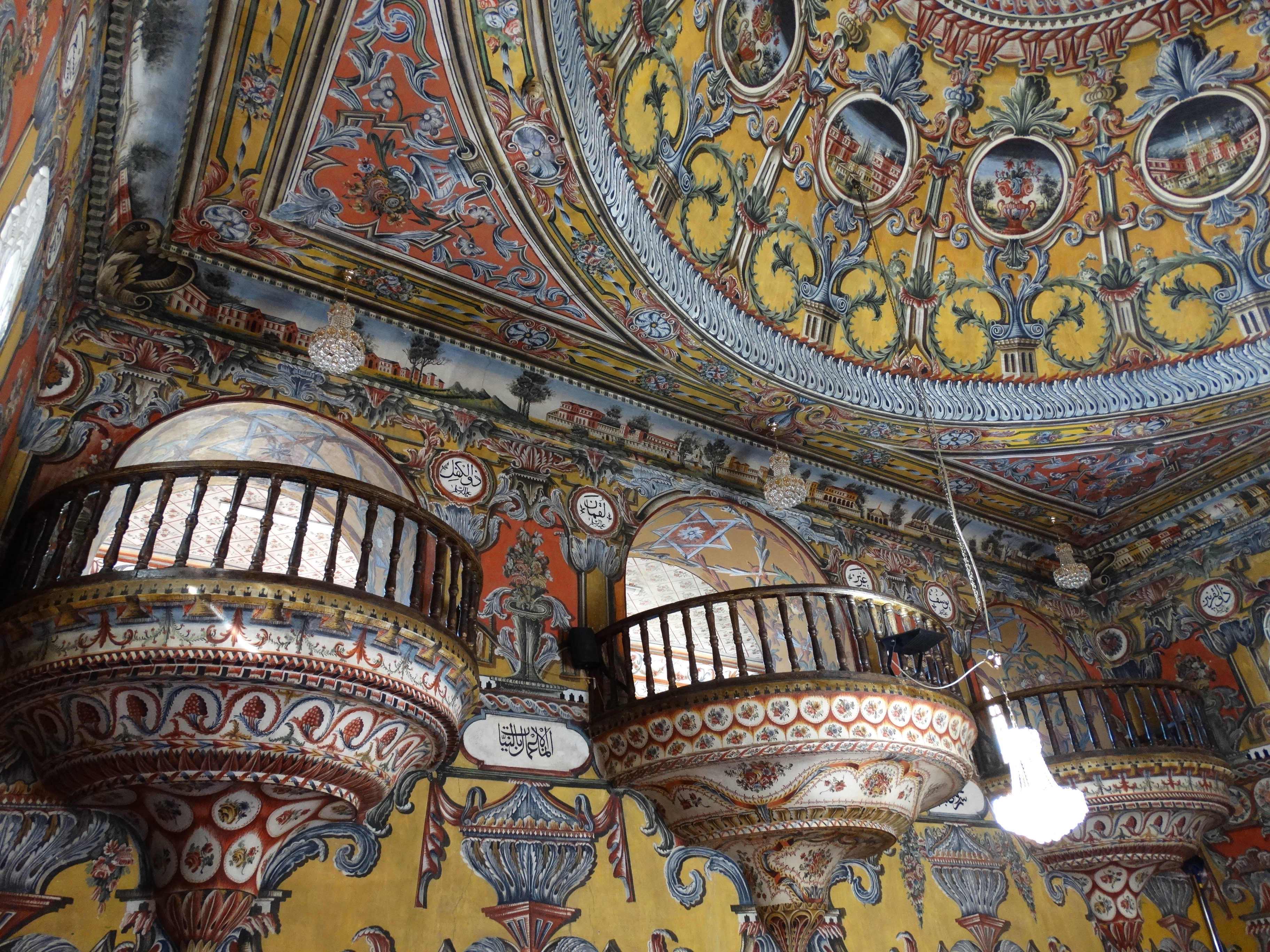
Interiér
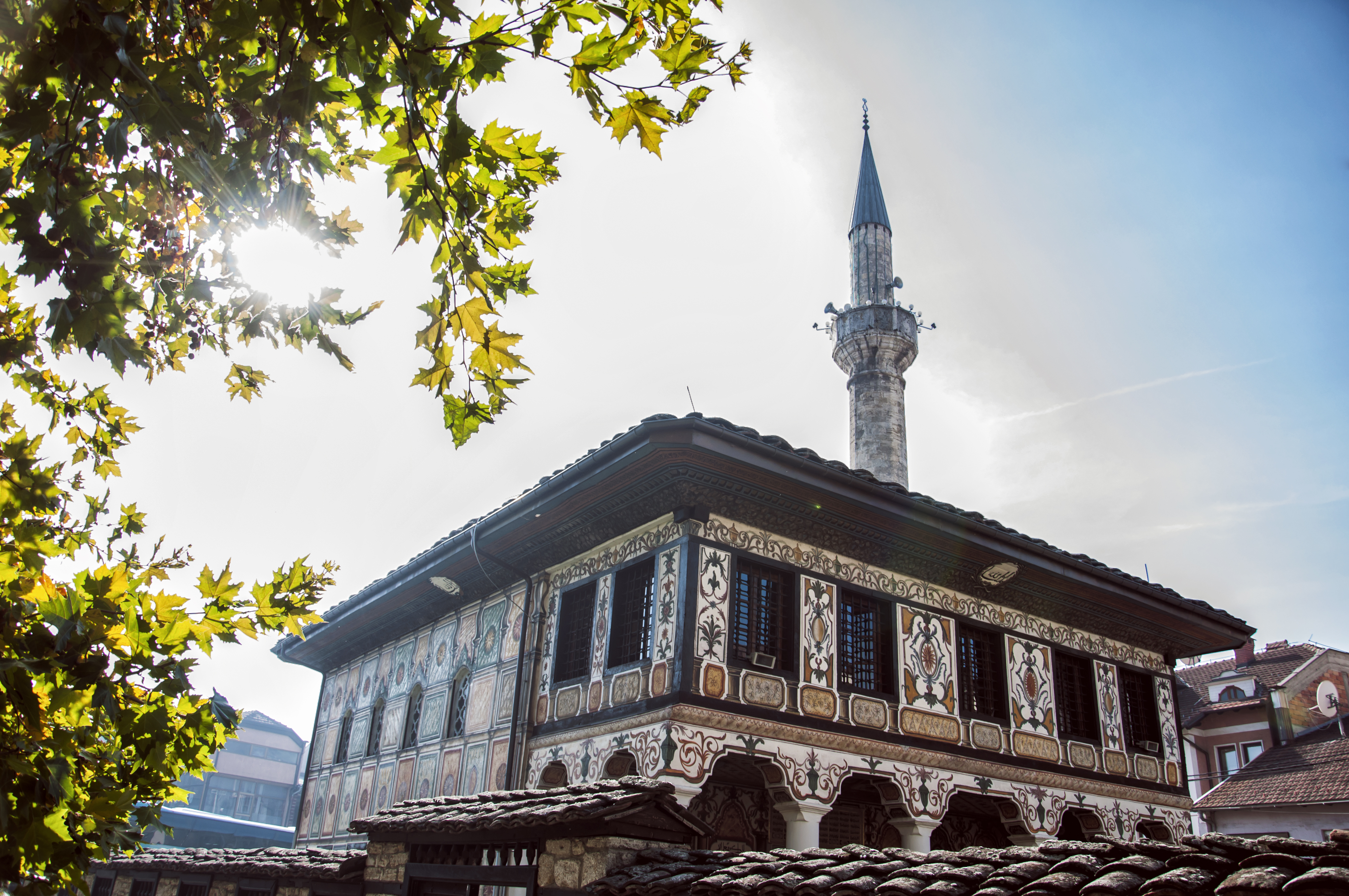
Šarena Džamija
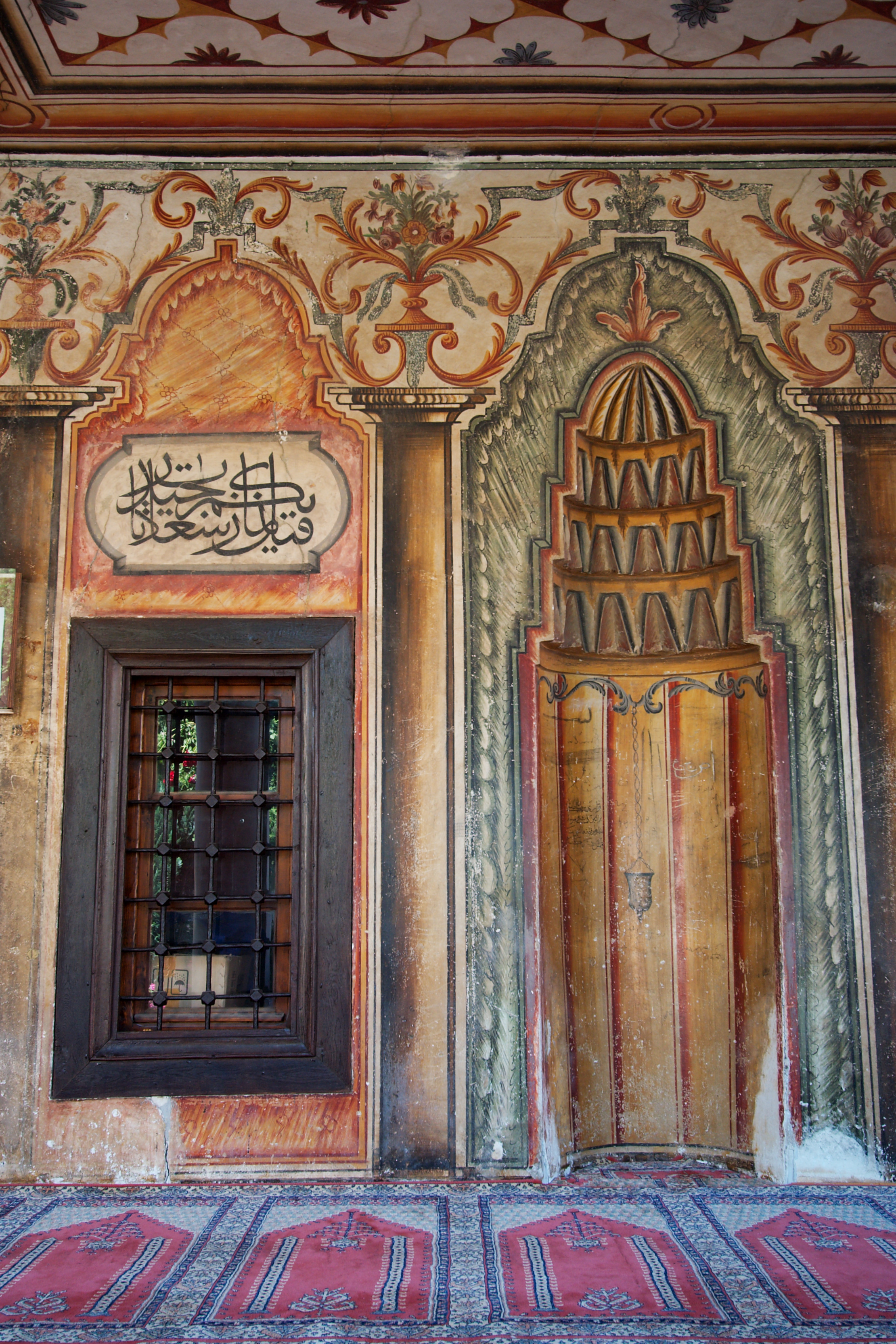
Mihráb